# ナシオナルFC (アマゾナス州)
ナシオナルFC (ポルトガル語: Nacional Futebol Clube) は、ブラジル・アマゾナス州マナウスを本拠地とするサッカークラブである。アマゾナス州最古のサッカークラブである (1913年設立) 。同じブラジル国内にある同名クラブと区別するために、便宜上ナシオナル-AMと表記されることがある。

## 歴史
1913年1月13日設立。当初の名前はエレヴェン・ナシオナル。
1914年2月8日、カンピオナート・アマゾネンセ（アマゾナス州選手権）で最初の試合を行った。
1930年7月8日 クラブに不満を抱いていた関係者が独立してナシオナル・ファスト・クルーベを設立。
1975年シーズンのカンピオナート・ブラジレイロ・セリエAを16位で終える。これはCRヴァスコ・ダ・ガマ、アトレチコ・ミネイロ、サントスFCよりも上位の成績だった。1984年、モロッコのラバトで開催された国王杯に参戦し優勝。
1985年シーズンはフルミネンセFC、グレミオFBPA、サンパウロFCより上位の18位で終えた。このシーズンを最後にクラブはセリエAに参戦していない。1992年にコパ・ド・ブラジル初参戦。第1ラウンドでヴァスコ・ダ・ガマに敗れた。

## ライバル
最大のライバルはアトレチコ・リオ・ネグロ・クルーベで、対戦カードはリオ＝ナル (Rio-Nal) と呼ばれる。また、近年サン・ライムンドECが好成績を収めるようになったことで新たなライバル関係が発生している。

## タイトル
- カンピオナート・アマゾネンセ : 43回
  - 1916, 1917, 1918, 1919, 1920, 1922, 1923, 1933, 1936, 1937, 1939, 1941, 1942, 1945, 1946, 1950, 1957, 1963, 1964, 1968, 1969, 1972, 1974, 1976, 1977, 1978, 1979, 1980, 1981, 1983, 1984, 1985, 1986, 1991, 1995, 1996, 2000, 2002, 2003, 2007, 2012, 2014, 2015

## 過去の成績
| シーズン | リーグ  | 順位     | 勝点     | 試合数   | 勝       | 分       | 敗       | 得点     | 失点     |
| -------- | ------- | -------- | -------- | -------- | -------- | -------- | -------- | -------- | -------- |
| 2008     | セリエC | 参戦せず | 参戦せず | 参戦せず | 参戦せず | 参戦せず | 参戦せず | 参戦せず | 参戦せず |
| 2009     | セリエD | 17位     | 10       | 6        | 3        | 1        | 2        | 9        | 10       |
| 2010     | セリエD | 参戦せず | 参戦せず | 参戦せず | 参戦せず | 参戦せず | 参戦せず | 参戦せず | 参戦せず |
| 2011     | セリエD | 33位     | 7        | 8        | 2        | 1        | 5        | 9        | 14       |
| 2012     | セリエD | 参戦せず | 参戦せず | 参戦せず | 参戦せず | 参戦せず | 参戦せず | 参戦せず | 参戦せず |
| 2013     | セリエD | 11位     | 17       | 10       | 5        | 2        | 3        | 23       | 16       |
| 2014     | セリエD | 参戦せず | 参戦せず | 参戦せず | 参戦せず | 参戦せず | 参戦せず | 参戦せず | 参戦せず |
| 2015     | セリエD | 25位     | 8        | 8        | 2        | 2        | 4        | 10       | 12       |
| 2016     | セリエD | 37位     | 8        | 6        | 2        | 2        | 2        | 8        | 8        |
| 2017     | セリエD | 参戦せず | 参戦せず | 参戦せず | 参戦せず | 参戦せず | 参戦せず | 参戦せず | 参戦せず |

## 歴代監督
- パウロ・エミリオ 1972
- ミランジーニャ 2000
- ジョアン・カルロス 2004

## 歴代所属選手
- フランサ 1993
- ワシントン 1995, 2011
- ダニロ 2013